# Código Electoral

Tribunal Supremo de Elecciones

La Ley n.º 1536 de la República de Costa Rica emitida el 10 de diciembre de 1952 y conocida como Código Electoral, es la Ley Electoral que regula los procesos electorales costarricense. Su última reforma fue la Ley n.º 8765 publicada el 2 de setiembre de 2009 que realizó varias modificaciones importantes al cuerpo normativo. 

## Antecedentes
El primer Código Electoral se emitió durante la presidencia de Teodoro Picado Michalski (1944-1948) y aplicó por primera vez en las elecciones de 1948, donde tuvo poco efecto para calmar los ánimos de los opositores por lo que no se evitó el estallido de la guerra civil al ser anuladas las elecciones por acusaciones de fraude electoral. A partir de promulgada la Constitución de 1949 se creó el actual Código en el período 1949-1953 bajo el gobierno de Otilio Ulate. Al mismo se le han hecho varias reformas.

## Contenido
El Código Electoral establece las disposiciones generales y lineamientos estructurales del Tribunal Supremo de Elecciones y el Registro Civil. El Tribunal está incorporado en la Constitución como cuarto poder del Estado autónomo e independiente de todos los otros. El Código también establece los requisitos y normativas para la inscripción de partidos políticos a cualquier escala, los requerimientos para ser candidato a cualquier cargo de elección popular y la forma de medición de los votos basado en el sistema de coscientes y subcoscientes.